# Cussac-Fort-Médoc
Cussac-Fort-Médoc é uma comuna francesa na região administrativa da Nova Aquitânia, no departamento da Gironda. Estende-se por uma área de 18,05 km². Em 2010 a comuna tinha 2 321 habitantes (densidade: 128,6 hab./km²).